# Arietites
Arietites è un mollusco cefalopode estinto appartenente alle ammoniti. Visse nel Giurassico inferiore (circa 185 milioni di anni fa) e i suoi fossili si rinvengono principalmente in Europa occidentale.

## Descrizione
Questa ammonite era di forma classica: la conchiglia era notevolmente appiattita lateralmente, simmetrica e a forma di serpente arrotolato. Poteva raggiungere notevoli dimensioni, anche se il diametro medio si aggirava attorno ai cinque centimetri. La sezione dell'ultimo giro era rettangolare. L'ombelico è ampio, e la conchiglia quindi decisamente evoluta. La sutura è di tipo ammonitico, complessa; l'ornamentazione era sviluppata e composta da una serie di robuste coste regolari e diritte, proverse nella parte terminale, recanti un tubercolo in posizione latero-ventrale. La regione sifonale, inoltre, era dotata di una carena liscia e costeggiata da due solchi profondi (ventre carenato-bisulcato).

## Fossili
La specie più nota è Arietites bucklandi, caratteristica del Sinemuriano di Inghilterra e Francia. Come molte altre ammoniti, questo è un eccellente fossile guida. Un genere simile, anch'esso caratteristico del Giurassico inferiore, è il grande Asteroceras, la cui conchiglia poteva raggiungere il diametro di 30 centimetri.